# Vietnamesische Badmintonmeisterschaft 2007
Die Vietnamesische Badmintonmeisterschaft 2007 fand Ende September 2007 in Hanoi statt. Austragungsort war der HCN City Badminton Club, welcher auch alle Titel mit Ausnahme des Dameneinzels gewinnen konnte. Dort siegte Nguyen Thi Binh Tho aus Thai Binh gegen Lê Ngọc Nguyên Nhung von HCM mit 23-21 und 21-8. Nguyễn Tiến Minh war im Herreneinzel zum fünften Mal in Folge erfolgreich und besiegte im Finale seinen Klubkameraden Nguyễn Quang Minh.

## Titelträger
| Disziplin    | Sieger                                 |
| ------------ | -------------------------------------- |
| Herreneinzel | Nguyễn Tiến Minh                       |
| Dameneinzel  | Nguyễn Thị Bình Tho                    |
| Herrendoppel | Nguyễn Tiến Minh Nguyễn Quang Minh     |
| Damendoppel  | Lê Thị Thanh Thuỷ Trần Thị Thanh Thảo  |
| Mixed        | Huỳnh Nguyễn Khang Trần Thị Thanh Thảo |